# Erneuerung der preußisch-russischen Allianz (1729)

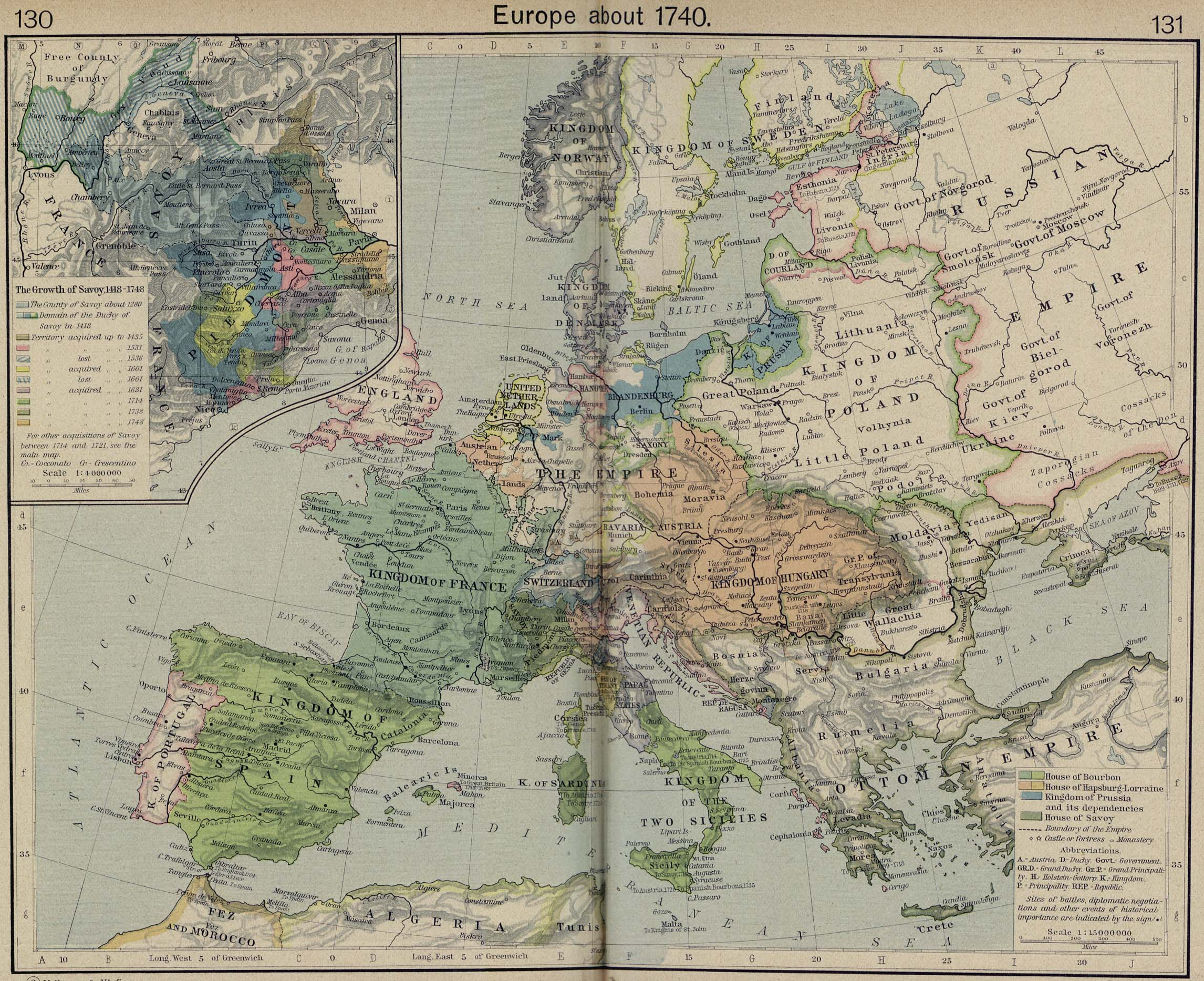
Europa um 1740

Die Erneuerung der preußisch-russischen Allianz vom 20. September 1729 war ein zwischen Preußen und Russland geschlossener Staatsvertrag und gründete auf die Bestimmungen der drei Jahre zuvor geschlossenen Defensivallianz. Der erneuerte Vertrag sollte das gute Verhältnis beider Staaten nach dem Tod der russischen Kaiserin Katharina 1727 sichern.

## Historischer Hintergrund
Nach dem Tod der Kaiserin Katharina 1727 erging von Wien aus die Anregung an Preußen, in die russisch-österreichische Allianz einzutreten. Berlin zog es aber vor, die im August 1726 geschlossene Allianz mit Russland zu erneuern.

## Vertragsinhalt
Am 26. Juli 1729 wurde der Entwurf des erneuerten Bündnisvertrags an Gustav von Mardefeld nach St. Petersburg übersandt. Dieser enthielt nur geringe Veränderungen zum Ausgangsvertrag von 1726. Die Änderungen betrafen die Ausführungen zu Polen-Litauen auf ausdrückliches Begehren des Wiener Hofes. Die Unterzeichnung erfolgte dann in Moskau am 20. September. Bei der Auswechslung der Exemplare wurde von russischer Seite wegen der Fassung des zarischen Titels in dem preußischen Exemplar ein formelles Bedenken erhoben, das Mardefeld durch eine am 25. November ausgestellte Erklärung beseitigte.
Der Hauptbestandteil dieses erneuerten Bundesvertrags bildet der Vertrag vom 21. August 1726 und zwar in folgender Anordnung:
- 1) Corps du traité vom 21. August 1726; nur Artikel 14 weicht in der erneuerten Fassung von der Vorlage ab.
- 2) Zweiter Geheimartikel, Schleswig betreffend.
- 3) Erster Geheimartikel, Kurland betreffend, beide mit geringen Änderungen des Textes.

Dann fährt der erneuerte Vertrag mit einer aktualisierten Textfassung fort.
Es folgt:
- 4) Dritter Geheimartikel des Vertrags vom 21. August 1726, Polen betreffend, mit einem neuen Schlusssatz.

Dann folgt die Schlussklausel.

## Weitere Entwicklung
Aufgrund des Todes des russischen Kaisers Peter II. 1730 wurde eine Erneuerung des Bündnisses mit der neuen Kaiserin Anna bereits ein Jahr später notwendig.